# Paul Burton (Fußballspieler, 1973)
Paul Stewart Burton (* 6. August 1973 in Hereford) ist ein ehemaliger englischer Fußballspieler.

## Karriere
Burton kam 1989 im Rahmen eines zweijährigen Youth Training Scheme als Nachwuchsspieler zum Viertligisten Hereford United und debütierte bereits kurze Zeit später in der ersten Mannschaft. Im Alter von 16 Jahren, 2 Monaten und 19 Tage kam er per Einwechslung am 25. Oktober 1989 im Erstrundenspiel des Welsh Cups gegen die Connah’s Quay Nomads zum Einsatz und erzielte bei dem 9:0-Erfolg drei Treffer, wodurch er zum jüngsten Hattrick-Schützen der Klubgeschichte wurde. Zum Ende der Saison 1989/90 hin gab Burton zudem sein Ligadebüt bei einer 0:2-Niederlage gegen Peterborough United, am letzten Spieltag wurde er bei der 2:5-Niederlage gegen den AFC Rochdale mit seinem Treffer zum Endstand zudem der jüngste Ligatorschütze der Klubgeschichte. Burton gelang es in der Folge nicht, sich bei Hereford durchzusetzen, in den folgenden beiden Spielzeiten kam der Stürmer jeweils zu zwei weiteren torlosen Pflichtspieleinsätzen. In der Saison 1991/92 gehörte er dem Kader als Profi an, bevor ihm am Saisonende ein ablösefreier Wechsel gestattet wurde.
Burton schloss sich in der Folge dem in Hereford beheimateten Klub FC Westfields an, mit dem er in der West Midlands (Regional) League spielte. In vier Jahren bei Westfields erzielte Burton 170 Tore, bevor er im Sommer 1996 für eine Ablösesumme von 2500 £ vom in der Southern League spielenden walisischen Klub AFC Newport verpflichtet wurde. Nach weiteren Stationen bei Redditch United, Evesham United und Kington Town kehrte er 2000 zu Westfields zurück, mit denen er 2003 die Meisterschaft der West Midlands League gewann und damit in die Midland Football Alliance aufstieg. Burton spielte noch einige Zeit für Westfields, 2003 und 2004 war er der beste Torschütze seines Teams.